# Niedere Tauern
Niedere Tauern er en bjergkæde i Centralalperne i Østrig, der ligger i østlig forlængelse af Hohe Tauern. Bjergkæden går gennem forbundslandene Salzburg og Steiermark.

## Topografi
Niedere Tauern er afgrænset af følgende dale:
- Mod vest: Øvre Murtal og Großarltal
- Mod nord: Ennstal
- Mod øst: Paltental og Liesingtal
- Mod syd: Murtal

Mod vest udgør bjerget Murtörl (2.260 moh) grænsen til Hohe Tauern.

## Undergrupper
Niedere Tauern bliver underinddelt i følgende undergrupper:
- Radstädter Tauern (Højeste bjerg: Weißeck, 2.711 moh)
- Schladminger Tauern (Højeste bjerg: Hochgolling, 2.862 moh)
- Rottenmanner und Wölzer Tauern (Højeste bjerg: Rettelkirchspitze, 2.475 moh)
- Seckauer Tauern (Højeste bjerg: Geierhaupt, 2.417 moh)

## Trafik og økonomi
Tre pasveje går over bjergkæden. Set fra nord til syd er det:
- Radstädter Tauernpass (Pashøjde 1.739 moh)
- Sölkpass (Pashøjde 1.788 moh)
- Triebener Tauern (Pashøjde 1.274)

Derudover fører Tauerntunnel på Tauern Autobahn gennem Radstädter Tauern.
I de lange dybe dale findes kun få mindre bosættelser. De større byer findes i de tilgrænsende dale:
- Radstadt, Schladming og Liezen i Ennstal
- Trieben i Paltental
- Tamsweg, Murau, Judenburg og Knittelfeld i Murtal

## Geologi
Niedere Tauern består som en del af Centralalperne hovedsagelig af glimmerskiffer. Mod øst findes også granit- og skiffergneis. I Tauern findes også enkelte kalkstensbjerge.
Under istiden fandtes mange gletsjere, hvilket de mange dybe dale vidner om. Også de mange karformede søer er et resultat af gletsjerne. I dag findes ingen gletsjere i bjergkæden, men den er til gengæld det bjergmassiv i østalperne med flest søer.

## Erhverv og turisme
Turisme er den vigtigste erhvervsfaktor i Niedere Tauern både sommer og vinter. Særligt Radstätter og Schladminger Tauern er med deres talrige bjerghytter og vandrestier besøgt. Udover turisme findes også skovbrug og sæterlandbrug. I bjergkædens nordøstkant findes forekomster af grafit og magnesit, som udnyttes erhvervsmæssigt.
De stejle bjergskråninger, som særligt dannes i Ennstal, udnyttes til små vandkraftværker, som leverer strøm til lokalsamfundet. Derudover ligger Europas højestliggende vindmøllepark (Tauernwindpark) i Wölzer Tauern ved Oberziering med 13 møller.
Store dele af Niedere Tauern er Natura 2000-beskyttelsesområde i henhold til EU's retningslinjer for fuglebeskyttelse; således er de højtliggende områder af Wölzer og Seckauer Tauernsiden april 2006 udpeget som europæisk habitatområde.
47°16′00″N 13°45′42″Ø / 47.2667°N 13.7617°Ø